# Non sa che sia dolore, BWV 209
Non sa che sia dolore, BWV 209 (Ningú no sap quan gran és el dolor), és una cantata profana de Johann Sebastian Bach d'acomiadament d'un professor, estrenada, probablement, a Leipzig en un data indeterminada.

## Origen i context
L'autoria de Bach d'aquesta cantata – com la de la BWV 203, ambdues escrites en italià– ha estat molt discutida i, a hores d'ara, no és segura. No se'n coneix l'autor del text, ni la data de composició ni el motiu o destinatari d'aquesta. La partitura original s'ha perdut i només se'n conserva una còpia de Johann Nikolaus Forkel (1749-1818), el primer gran biògraf de Bach, de l'any 1800.
El llibretista, desconegut, escriu en un italià molt limitat i aprofita trossos solts empeltats amb una sintaxi alemanya. Els primers versos de la primera estrofa provenen d'un poema de Giovanni Battista Guarini de l'any 1598, i els últims del primer acte de Galatea de Metastasio de l'any 1722; en l'ària final es torna a fer ús d'una altra òpera de Metastasio, en aquest cas de Semiramide riconosciuta, de l'any 1729. No se sap, tampoc, a qui està dedicada, del text pot deduir-se que es refereix al retorn d'un professor a la seva ciutat d'origen, Ansbach a la Franconia central pertanyent a l'estat de Baviera, s'han proposat diversos possibles destinataris, però no se n'ha concretat cap.

## Anàlisi
Obra escrita per a soprano, flauta travessera, corda i baix continu. Consta de cinc números, amb el soprano com a únic solista
1. Simfonia
2. Recitatiu (soprano): Non sa che sia dolore (Ningú no sap quan gran és el dolor)
3. Ària (soprano): Parti pur e con dolore (Marxa, doncs, i amb sofriment)
4. Recitatiu (soprano): Tuo saver al tempo e l'età constrasta (El teu saber amb el temps i l'edat contrasta)
5. Ària (soprano): Ricetti gramezza e pavento (Refuses paüra i sofriment)

La cantata comença amb una simfonia instrumental digna del millor Bach – fet a favor d'acceptar la seva autoria – en línia amb la segona Suite en si menor BWV 1067. A continuació apareix la veu del soprano en un recitatiu suau acompanyat del quartet de corda i el continu, seguit una ària ternària da capo, número 3, emparentada amb la simfonia inicial, amb uns melismes quan parla de la pàtria, la patria goderai (la pàtria satisfaràs). El recitatiu del número 4 dona pas a l'ària final de caràcter jovial i amb aire de dansa, i una participació destacada de la flauta. Té una durada aproximada d'uns vint minuts.

## Discografia seleccionada
- J.S. Bach: Secular Cantatas BWV 208 & 209. Helmuth Rilling, Bach-Collegium Stuttgart, Sibylla Rubens. (Hänssler), 1999.
- J.S. Bach: Secular Cantatas BWV 202, 203 & 209. Gustav Leonhardt, Leonhardt-Consort, Agnes Giebel. (Teldec), 2000.
- J.S. Bach: Secular Cantatas IV. Peter Schreier Kammerorcheter Berlin, Edith Mathis. (Berlin Classics), 1996.
- J.S. Bach: Complete Cantatas Vol. 4. Ton Koopman, Amsterdam Baroque Orchestra & Choir, Lisa Larsson. (Challenge Classics), 2006.
- J.S. Bach: Secular Cantatas BWV 211, 212, 202 & 209. Collegium Aureum, Elly Ameling. (Deutsche Harmonia Mundi), 1990.
- J.S. Bach: Secular Cantatas BWV 202 & 209. Joshua Rifkin, The Bach Ensemble, Julianne Baird. (L'Oiseau-Lyre), 1987.
- J.S. Bach: Cantatas BWV 84, 202 & 209. Monica Hugguett, Ensemble Sonnerie, Nancy Argenta. (Virgin), 1993.